# Bob Vila
Robert Joseph „Bob“ Vila (* 20. Juni 1946 in Miami, Florida) ist ein kubanisch-US-amerikanischer Moderator von Heimwerker-Fernsehsendungen. Bekannt wurde er durch This Old House (1979–1988; Dieses alte Haus) und Bob Vila’s Home Again (Bob Vila ist wieder zu Hause).
Robert „Bob“ Vila, ein kubanischer Amerikaner, stammt aus Miami, Florida. Als Vila ein Kind war, baute sein Vater das Haus der Familie von Hand. Vila machte seinen Abschluss an der Miami Jackson High School und schloss 1969 sein Studium mit dem Grad eines Bachelor of Science in Journalismus an der University of Florida ab. Nach seinem Abschluss diente er von 1971 bis 1973 als Friedenscorps-Freiwilliger in Panama. Anschließend ging er für zwei Jahre nach Europa, um zu studieren und zu reisen, bevor er in die USA zurückkehrte und sich am Boston Architectural Center einschrieb.
Vila erhielt die Auszeichnung „Heritage House of 1978“ der Zeitschrift Better Homes and Gardens für seine Restaurierung eines viktorianisch-italienischen Hauses in Newton, Massachusetts. Daraufhin wurde er als Moderator von This Old House verpflichtet. 1989 verließ er die Sendung, angeblich wegen eines sich anbahnenden Interessenkonfliktes durch seine Beteiligung an Sears. Er wurde durch Steve Thomas ersetzt. Nach seinem Abschied moderierte Vila die Sendung Bob Vila’s Home Again, die später in Bob Vila umbenannt wurde.
Vila hat zehn Bücher herausgegeben, darunter eine fünfteilige Buch-Serie namens Bob Vila’s Guide to Historic Homes of America (Bob Vilas Führer zu historischen amerikanischen Häusern).
Vila hatte zudem einige Auftritte in verschiedenen Folgen der fiktiven Heimwerkersendung Tool Time innerhalb der Sitcom Hör mal, wer da hämmert. In einer kleinen Nebenrolle trat er in der US-amerikanischen Filmkomödie Hot Shots! Der zweite Versuch auf, in der er das Haus von Topper Harley abdichtete.